# Der Tee der drei alten Damen

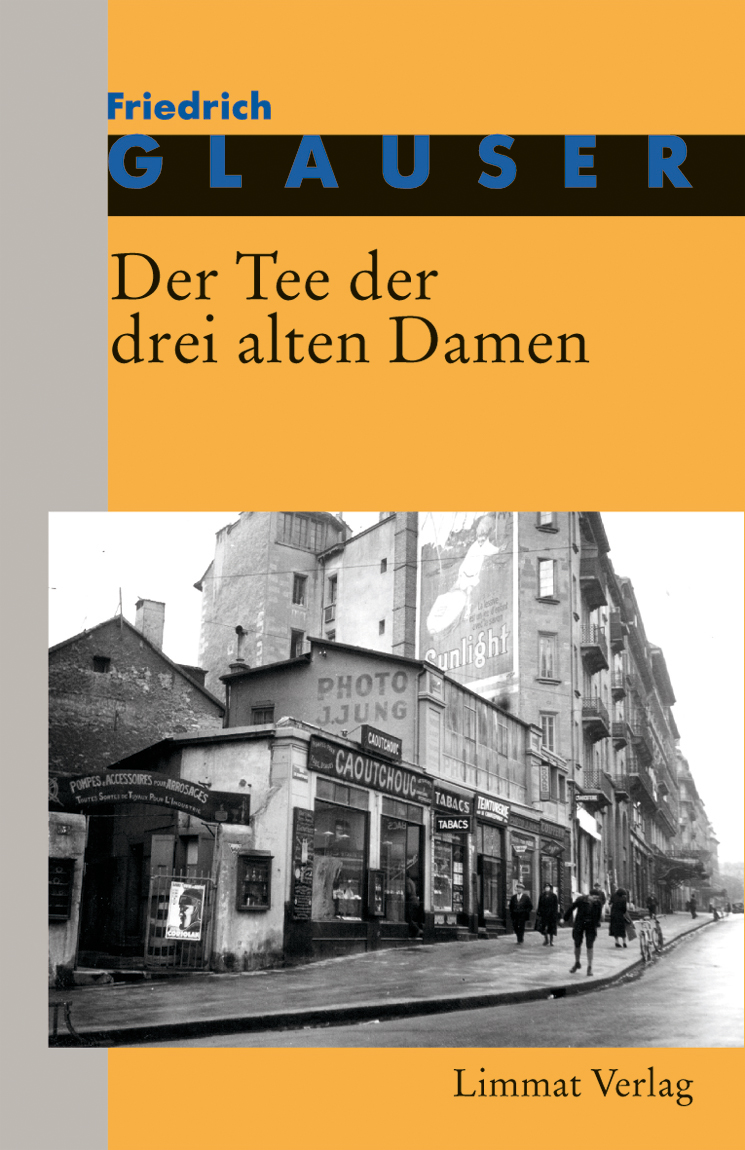
Der Tee der drei alten Damen in der Werkausgabe des Limmat Verlages, 1996

Der Tee der drei alten Damen ist der erste Kriminalroman des Schweizer Autors Friedrich Glauser und entstand in den Jahren 1931 bis 1934. Er spielt in Genf, wo der Autor auch einen Teil seiner Jugendjahre verbracht hatte. Das Werk kann als das «Sorgenkind» unter Glausers Romanen bezeichnet werden, da er in der Literaturkritik ausnahmslos durchfiel (Glauser selbst bezeichnete ihn als Schundroman) und ihm teilweise auch den Vorwurf des Antisemitismus einbrachte.

## Romanbeginn
Um zwei Uhr nachts ist die Place du Molard leer. Eine Bogenlampe bescheint das Tramhäuschen und einige Bäume, deren Blätter lackiert glänzen. Auch ist ein Polizist vorhanden, der diese Einsamkeit zu bewachen hat und sich dabei langweilt, denn er sehnt sich nach einem Glase Wein, er ist nämlich Waadtländer und der Wein für ihn der Inbegriff der Heimat. Dieser Polizist heisst Malan, er trägt einen kupferroten Schnurrbart und gähnt von Zeit zu Zeit. Plötzlich steht vor dem Tramhäuschen ein junger Mensch – und es ist rätselhaft, woher er plötzlich aufgetaucht ist.

## Inhalt

### Ausgangslage

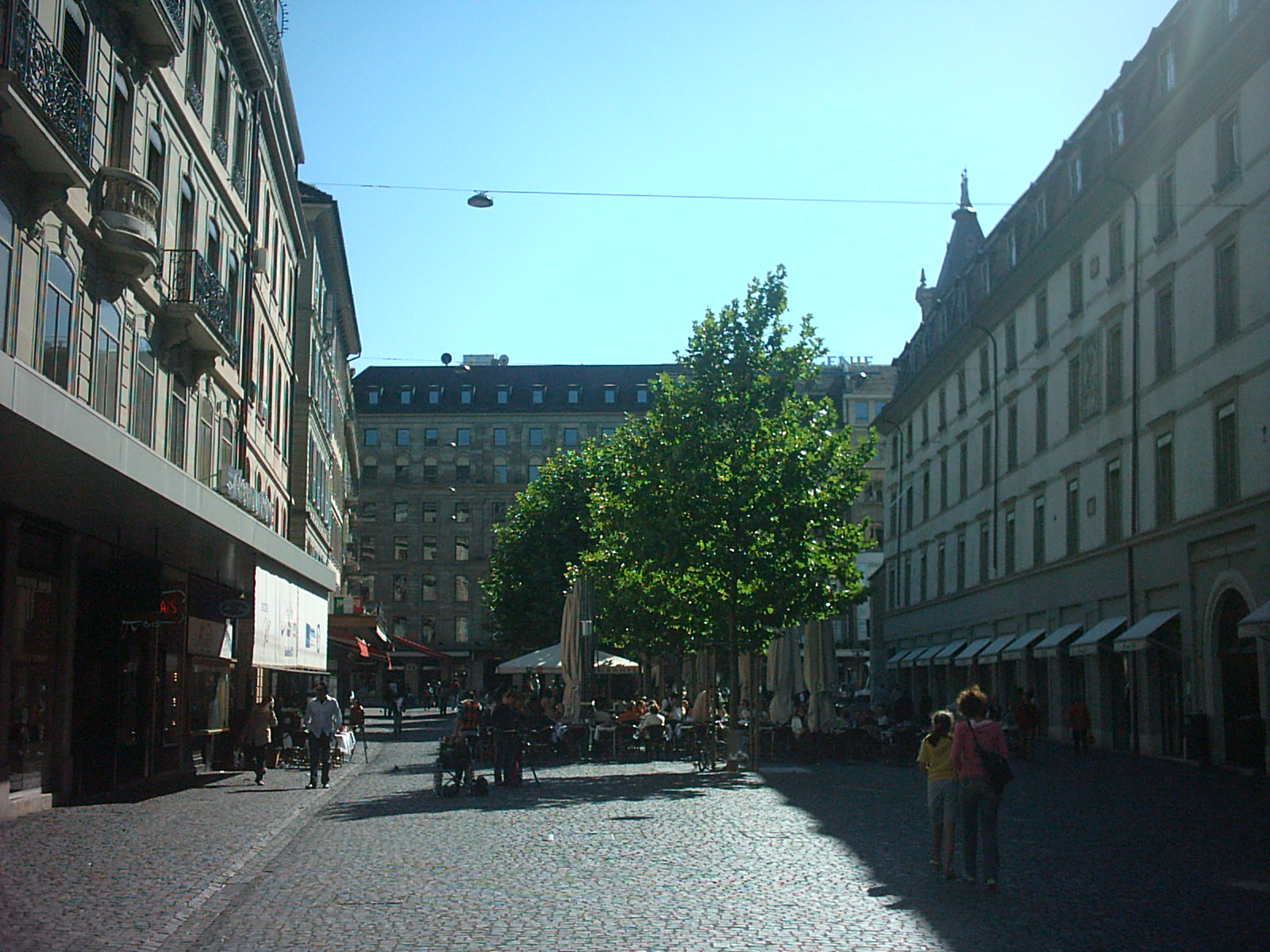
Place du Molard in Genf, Ausgangspunkt und Tatort in Der Tee der drei alten Damen

In einer Juni-Sommernacht entdeckt ein Genfer Streifenpolizist auf der Place du Molard einen verwirrten Mann, der sich im Delirium die Kleider auszuziehen beginnt und danach bewusstlos zu Boden fällt. Kurz darauf taucht der stadtbekannte Professor Dominicé auf und informiert das Spital, währenddessen der Polizist die nahe gelegene Toilette untersucht; dabei wird er von einem flüchtenden Unbekannten übertölpelt. Es stellt sich heraus, dass der ohnmächtige Mann Walter Crawley heisst und Privatsekretär bei Sir Eric Bose, Diplomat eines indischen Randstaates, ist. Crawley trug eine Mappe mit wertvollen Dokumenten bei sich, welche jedoch unauffindbar bleibt. Trotz der Bemühungen der beiden Ärzte Jean Thévenoz und Wladimir Rosenstock stirbt der Sekretär am folgenden Tag an den Folgen einer Vergiftung.

### Ermittlung
Die Staatsanwaltschaft möchte kein Aufsehen erregen und lässt den britischen Geheimagenten Cyrill Simpson O’Key nach Genf einfliegen, damit dieser als Reporter getarnt Kommissär Pillevuit bei der Aufklärung des Falles unterstützt. Schon kurze Zeit später ereignet sich ein zweiter Giftmord nach demselben Muster: Das Opfer ist diesmal der Apotheker Eltester. Es stellt sich heraus, dass das Hinterzimmer der Apotheke vor kurzem als Kulisse für eine okkulte Messe gedient hat. Zudem ist Professor Dominicé erneut kurz vor dem Verbrechen von Zeugen am Tatort gesehen worden. Weitere Nachforschungen ergeben, dass Dominicé die zwielichtige Haushälterin Jane Pochon angestellt hat; diese hat in letzter Zeit zwei Männer, welche bei ihr Untermieter gewesen sind, in die Psychiatrische Klinik Bel-Air eingeliefert, da diese den Verstand verloren haben. Der zweite Patient, Nydecker, scheint mehr zu wissen, als er preiszugeben vermag, und stirbt während der Untersuchung des Mordfalles Crawley-Eltester ebenfalls unter mysteriösen Umständen. Als die Polizei Jane Pochon für eine Befragung vorlädt, tauchen unverhofft Insektenschwärme im Justizpalast auf. In der Zwischenzeit hat O’Key Kontakt zum russischen Agenten Baranoff aufgenommen und dabei erfahren, dass dieser an Sir Eric Boses Vertragsentwürfe für einen indischen Randstaat gelangen wollte; der Maharadscha von Jam Nagar musste dort flüchten, da die USA Ölquellen entdeckt hatten und daraufhin einen Umsturz planten. Um an die Dokumente zu gelangen, hat Baranoff Professor Dominicé erpresst, damit dieser sich an Crawley und die Verträge heranmachen soll. Der Professor wendet sich jedoch von Baranoff ab und hält kurz darauf an der Universität eine Vorlesung, an welcher er vor allen Zuhörern ein Schuldbekenntnis ablegen will. Da tauchen erneut Insektenschwärme auf und Panik erfasst den Hörsaal, währenddessen ein Giftpfeil auf Dominicé abgeschossen wird, der jedoch sein Ziel knapp verfehlt. Nach der Untersuchung der Vorfalles, stellt es sich heraus, dass die Insekten nicht real waren, sondern das Resultat einer bewusst herbeigeführten Massensuggestion. Um Professor Dominicé zu helfen, nimmt sich der Bruder des Assistenzarztes Rosenstock, Advokat Isaak Rosène, des alten Mannes an. Bei einer Versammlung im Wohnhaus des Anwaltes erscheint unverhofft der behandelnde Arzt Thévenoz und stirbt vor den Augen aller Anwesenden. Geheimagent O’Key bespricht sich daraufhin mit Staatsrat Martinet, welcher nun die Fäden in die Hand nimmt und die Auflösung des Falles ankündigt.

### Auflösung
Im Gewächshaus der Familie Rosenstock kommt es zum tödlichen Finale, in deren Verlauf der geheimnisvolle Meister der okkulten Sekte und auch seine drei Helferinnen, welche mit ihrem vergifteten Tee an den Verbrechen mitgeholfen haben, entlarvt werden. Die Geschichte endet mit zwei neuen Liebespaaren: Geheimagent O’Key und die ehemalige Verlobte von Thévenoz reisen ans Mittelmeer und Baranoffs Sekretärin, die russische Geheimagentin Nr. 83, darf mit dem Maharadscha in sein indisches Reich zurück.

## Chaos
Die Literaturwissenschaftlerin Christa Baumberger bemerkt zu Glausers erstem Kriminalroman: «Der Tee der drei alten Damen ist ein eigentlicher Agententhriller. Das Handlungsspektrum reicht von spiritistischen Séancen und parapsychologischen Phänomenen bis zu einer Spionage-Affäre in Genfer Diplomatenkreisen. An der überfrachteten Handlung  und der reichlich verworrenen Erzähldramaturgie gäbe es einiges zu kritisieren.» Glausers wahre Stärke lag nicht darin, einen in sich geschlossenen Plot zu ersinnen, sondern Stimmungen zu beschreiben, Atmosphäre entstehen zu lassen oder Schicksale treffend und mitfühlend zu schildern. Der Autor Erhard Jöst schreibt dazu: «Mit eindringlichen Milieustudien und packenden Schilderungen der sozialpolitischen Situation gelingt es ihm, den Leser in seinen Bann zu schlagen.» Und der Literaturkritiker Hardy Ruoss kommt zum selben Schluss, wenn er feststellt, dass man «Glausers Kriminalromane nicht auf das kriminalistische Handlungsgerippe reduzieren kann, sondern in ihm den Sozialkritiker, den Fabulierer und Menschenzeichner, aber auch den Schilderer dichtester Atmosphären wiederentdeckt.»

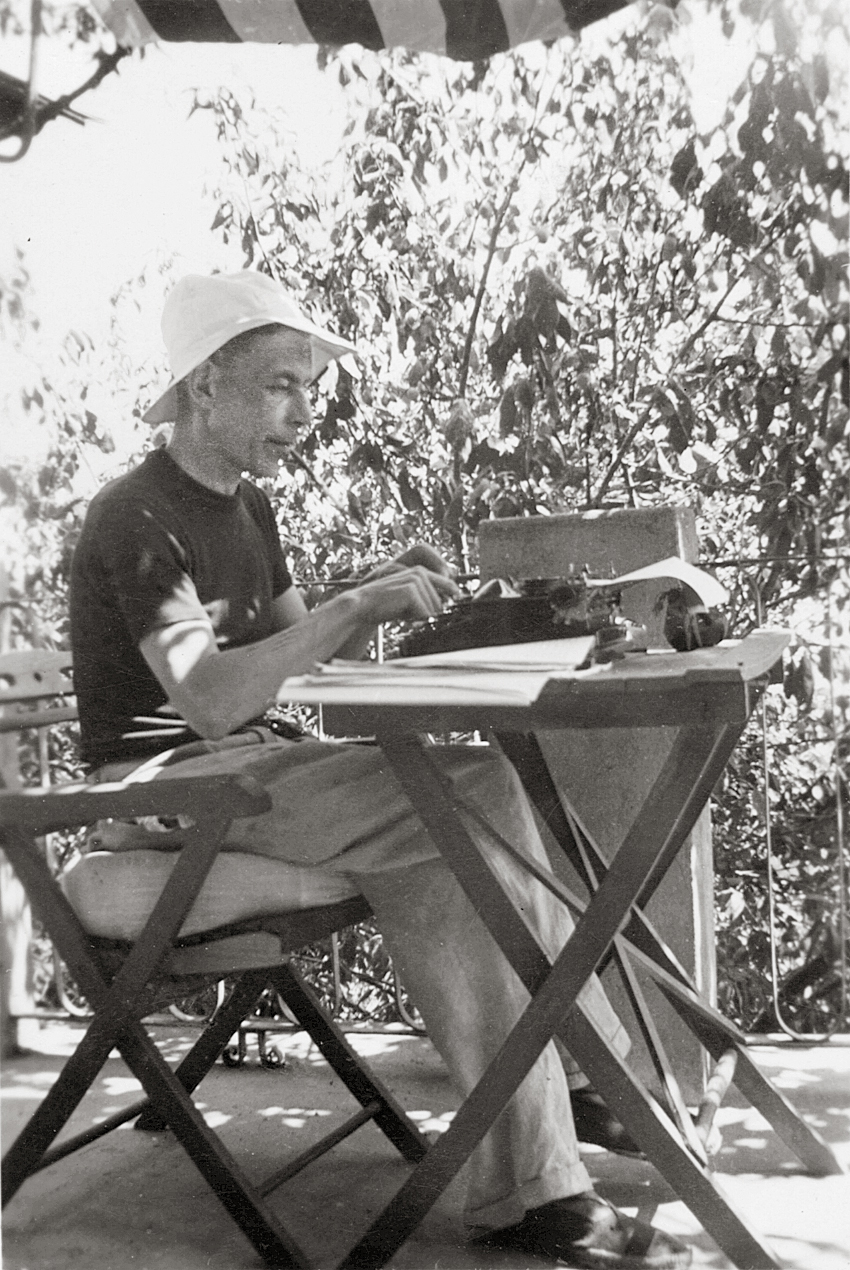
Glauser beim Schreiben in seinem letzten Lebensjahr. Nervi, 1938

Wenn es darum ging, einen Handlungsbogen in Romanlänge logisch zu konstruieren, scheiterte Glauser regelmässig. Dies zeigte sich bereits bei seinem ersten Roman Gourrama wie auch beim Der Tee der drei alten Damen: Glauser lässt zu viele Figuren (beinahe 30 Personen) auftreten, überfrachtet die komplizierte Handlung mitunter derart, dass die Spannung verloren geht. Zu viele Themen werden angeschnitten, einiges erscheint unlogisch und unwahrscheinlich; manches bleibt unaufgeklärt, wunderliche ‹Zufälle› führen zur Klärung von offenen Handlungssträngen und etliche Klischees lassen den Tee der drei alten Damen wie einen Kolportageroman erscheinen. Glauser war sich dessen wahrscheinlich bewusst und nahm möglichen Kritikern den Wind vorweg aus den Segeln, indem er O’Key gegen Ende des Romans Martinet fragen lässt: «Aber Herr Staatsrat, ich bitte Sie, erklären Sie mir, wie Sie indische Petroleumquellen, amerikanische Missionare als Delegierte der Standard-Oil, Geheimagenten der Sowjets, basilidianische Gnosis, Giftpflanzen, Hexenrezepte, indische Maharajas, an lebendem Material experimentierende Psychologen, verschwundene Psychiaterinnen, als irrsinnig eingelieferte harmlose Menschen, den Meister der goldenen Himmel mit dem Holzgesicht, gestohlene und wieder aufgetauchte Mappen und zum Schluss noch teetrinkende alte Damen unter einen Hut bringen wollen?»
Trotz aller Mängel ist der Tee der drei alten Damen ein wichtiger Roman im Schaffen Glausers, weshalb auch Mario Haldemann im Vorwort des Krimis schreibt: «Mit dem Tee wendet er sich nun erstmals jener literarischen Gattung zu, von der er sich bis zu seinem Tode nicht mehr würde befreien können: Dem Kriminalroman.» Tatsächlich schuf Glauser hier eine Vorstufe für die künftigen Wachtmeister-Studer-Romane, mit denen ihm gelingen sollte, in nur vier Jahren eine Ermittlerfigur zu schaffen, welche sich im Literaturgenre etablieren sollte. Passend dazu sagt Madge Lemoyne im Tee: «Spotten Sie nicht über Kriminalromane! Sie sind heutzutage das einzige Mittel, vernünftige Ideen zu popularisieren.»

## Entstehung

### Vorstudie
Mit ziemlicher Sicherheit schrieb Glauser die Kurzgeschichte Die Hexe von Endor, welche als Vorstudie zum Tee der drei alten Damen betrachtet werden kann und ebenfalls in Genf spielt, im Sommer 1928. Darin beschreibt er, wie der Bankangestellte Adrian Despine in den Bann seiner Vermieterin Amélie Nisiow gerät. Diese beeinflusst den Untermieter mit ihren okkulten Praktiken derart, dass Despine schlafwandlerisch 30'000.– Franken von der Bank abhebt, in die Wohnung zurückbringt und danach in eine Psychiatrische Klinik eingeliefert werden muss. Als Amélie Nisiow vor dem Untersuchungsrichter zu ihrem ehemaligen Untermieter befragt werden soll, tauchen Schwärme von Insekten auf, welche die Verhandlung stören. Den Stoff dieser Erzählung, inklusive der magischen Beigaben der Hexensalbe und einer Münze mit einem Fliegengott, hat Glauser dann drei Jahre später im Tee der drei alten Damen (insbesondere im Kapitel 7.1) wiederverwendet; lediglich die Namen der Personen wurden abgeändert.

### Arbeit am ersten Kriminalroman
«Der Tee der drei alten Damen wird als ‹Goldtee› angesetzt, auf Wunsch aufgesüsst, umgerührt, überall herumgeboten – bis Glauser ihn stehen lässt.» Dieser kurze Satz des Glauser-Biographen Gerhard Saner beschreibt die Prozesse, welche der «Tee-Roman» durchlief: Vom Mai 1931 bis zum November 1934 arbeitete Glauser immer wieder an seiner ersten grossen Kriminalgeschichte. Unterbrochen wurde der Schreibprozess allerdings regelmässig durch sein bewegtes Leben. So entstand der Tee an den Orten Winterthur, Paris, Mannheim, in den Psychiatrische Kliniken Münsingen und Waldau. Obwohl Glauser die Geschichte gemäss Redaktions-Wünschen umschrieb, wollte sie niemand drucken. Er verlor das Interesse an seinem misslungenen Erstlingwerk und begann kurz darauf mit dem ersten Studer-Roman Schlumpf Erwin Mord, mit dem ihm schliesslich der Durchbruch gelingen und er zum Buchautor avancieren sollte.
Nach einem zweitägigen Besuch im Mai 1931 bei seiner Tante Amélie Cattin-Golaz in Genf, muss in Glauser die Idee entstanden sein, einen Kriminalroman zu schreiben, der in Genf spielt. Am 20. Oktober meldete er seinem Vormund Walter Schiller aus Münsingen: «Augenblicklich arbeite ich an einem Kriminalroman, denn ich brauche Geld. Er gedeiht so ziemlich.» Dass Glauser aus finanziellen Gründen mit dem Krimischreiben begann, belegt auch ein Brief an seine damalige Freundin Beatrix Gutekunst: «Vielleicht kann ich mit meinem Roman so viel Geld zusammenkriegen, dass ich mich irgendwo in Spanien, am Meer, als Einsiedler auftun kann».
Als Glauser mit Beatrix in Paris weilte, schrieb er im März 1932 an Schiller: «Ich arbeite ziemlich viel, nebenher auch an einem Kriminalroman, den ich sicher anbringen kann. Wenn mir dies gelingt, werde ich für einige Zeit aus der Klemme sein.» Im selben Monat berichtete er seiner Stiefmutter Luise Glauser: «Ich habe zwei Romane in Arbeit [mit dem 2. Roman meinte Glauser seine Idee zu Matto regiert]: Um Geld zu machen, einen Kriminalroman, der in Genf spielen wird. Ich habe schon 50 Seiten.»
Am 21. Mai wandte er sich an den Verleger Friedrich Witz: «Mit gleicher Post sende ich Ihnen den Beginn des Kriminalromans und wäre Ihnen sehr dankbar, wenn Sie mir mitteilen könnten, ob er für die Zürcher Illustrierte in Betracht käme, was eventuell daran zu ändern wäre und auf wie viel Honorar ich rechnen könnte. […] Ich arbeite sehr intensiv daran und könnte ihn etwa in einem Monat fertig haben.» Witz schrieb postwendend zurück, gab sich jedoch zurückhaltend: «Gewiss ist die Handlung interessant und verspricht spannend zu werden, doch scheint uns die Arbeit etwas überlastet mit Detail-Schilderungen und dafür etwas arm an Gewürz, das die Leser, hauptsächlich die Leserinnen, sehr ungern entbehren, nämlich die Liebe. […] Hingegen möchten wir Sie bitten, uns nach Fertigstellung der Arbeit das Manuskript von Seite 64 an auch noch vorzulegen; erst dann können wir zu einem endgültigen Entschluss kommen.» Im August war Glauser dann wieder in Münsingen. In einem Brief an Beatrix Gutekunst umschrieb er den Krimi mittlerweile wie folgt: «Der Roman wird glaub ich ganz amüsant. So ein Schundroman mit Hintergründen.»
Im Januar 1933 nahm Glauser Bezug auf die Anregung von Friedrich Witz bezüglich des ‹Gewürzes, das die Leserinnen sehr ungern entbehren›, und meldete Schiller: «Den Anfang des fraglichen Romans hatte ich der Zürcher Illustrierten eingesandt, und sie schien nicht abgeneigt, ihn anzunehmen, falls ich ihn noch mit ein wenig mehr Erotik verbrämen würde. Das kann man ja machen.» Ende September 1934 wurde Glauser in die offene Kolonie «Anna Müller» bei Münchenbuchsee versetzt (diese gehörte zur Psychiatrischen Klinik Waldau); der Tee der drei alten Damen stand kurz vor der Beendigung, jedoch haderte Glauser mit der Auflösung. Am 9. November schrieb er deshalb an Witz: «Übrigens macht mir der Schluss Bauchweh, das, was Sie mir über schlechte Schlüsse sagten, über unbefriedigende, ist nicht auf unfruchtbaren Boden gefallen, und so knorze ich eben an dem Schluss herum.»

## Biografischer Hintergrund

### Schauplätze

#### Genf

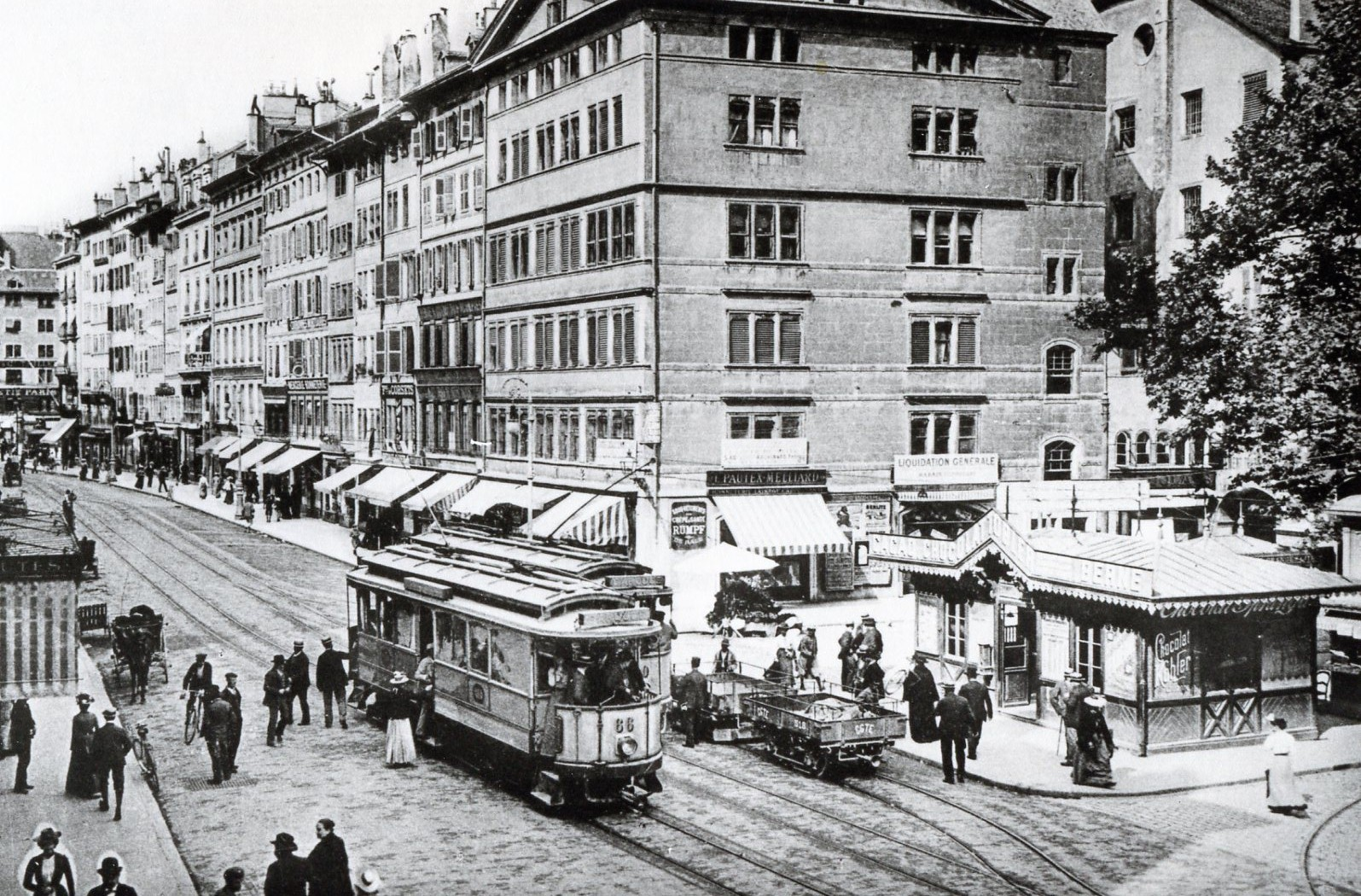
Genf, Schauplatz von Glausers erstem Kriminalroman

Die Diplomatenstadt am südwestlichen Ende der Schweiz spielte eine wichtige Rolle in Glausers Leben, da er hier seine schriftstellerische Begabung entdeckte, aber auch Inspiration fand für die Kulisse und Personen seines Romans Der Tee der drei alten Damen. 1913 folgte für den 17-jährigen Glauser der Ausschluss aus dem Landerziehungsheim Glarisegg, nachdem er einen Selbstmordversuch unternommen und den Lehrer Charly Clerc geohrfeigt hatte. Er absolvierte daraufhin ein halbes Jahr Landdienst bei einem Bauern in der Nähe von Genf und trat daraufhin im September in das Collège Calvin (bis 1969 «Collège de Genève») ein. Im ersten Jahr wohnte er bei seiner (Stief-)Tante Amélie Cattin (die Schwester von Vater Glausers dritter Gattin Louisa) und deren Mann Léon Cattin an der Route de Chêne 23.
1915 veröffentlichte der junge Gymnasiast unter dem Namen Frédéric Glosère oder dem Pseudonym Pointe-Sèche (deutsch: Radiernadel) seine ersten Texte (auf Französisch) in L’Indépendence Hélvetique; Glausers Freund Georges Haldenwang redigierte den Feuilletonteil. Bis 1916 verfasste Glauser neun Kritiken und Aufsätze in vorherrschend provokantem Stil. 1937 erinnerte er sich in der Erzählung Schreiben… an diese Zeit des ersten Publizierens zurück: «Letzte Woche ist im ‹Journal Hélvetique› ein Artikel erschienen, der die Unterschrift trägt: ‹Pointe-sèche›. Wie schön war es, Korrektur zu lesen, welches Wunder bedeutete es, die Sätze, die ich mühsam in einer Algebra-Stunde geschrieben hatte, nun plötzlich gedruckt zu sehen. Was, ist es möglich, dass die Sätze gedruckt so anders aussehen, als handgeschrieben? Dass ihnen die Druckerschwärze Geist verleiht…?»

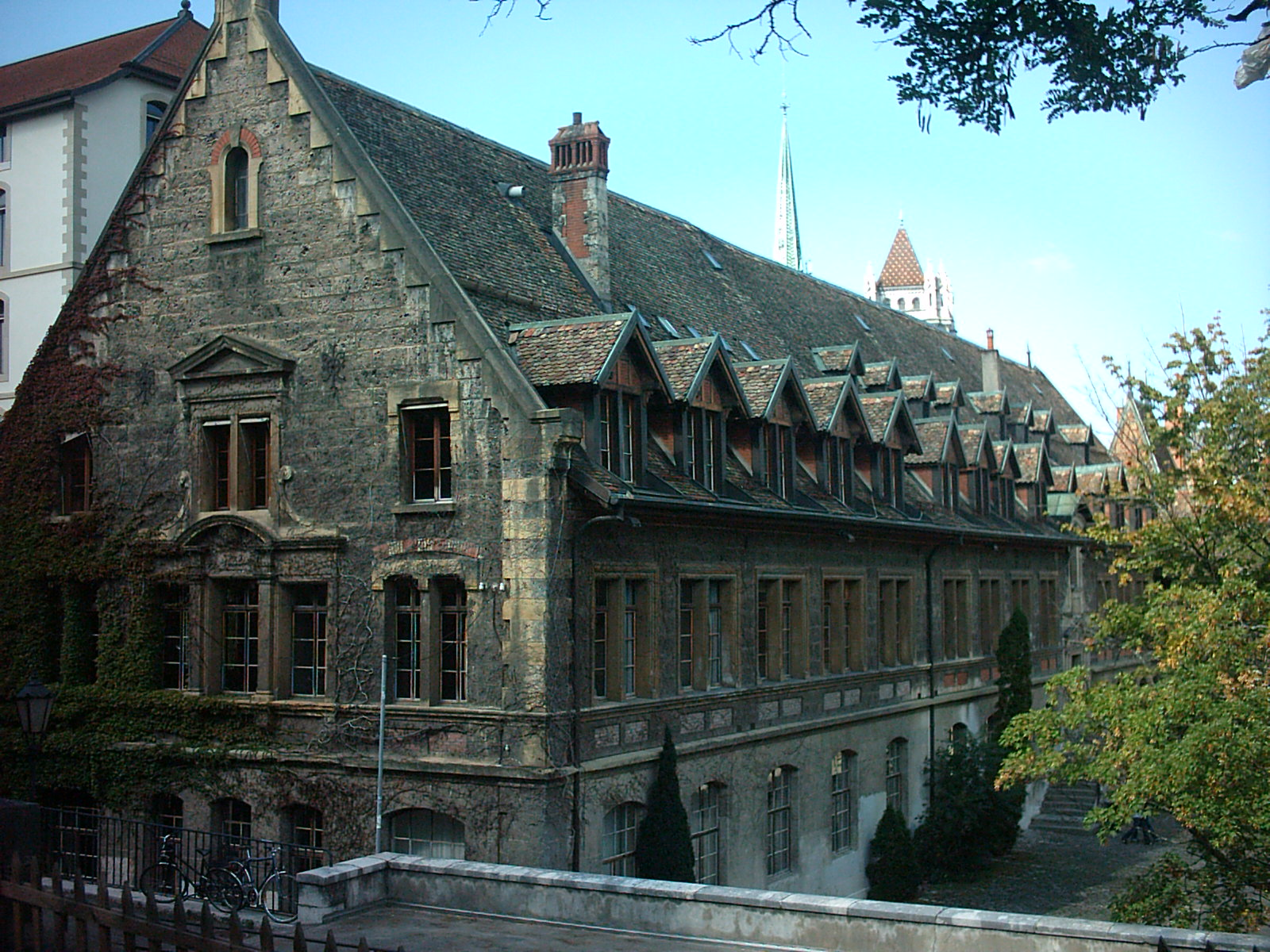
Südflügel des Collège Calvin in Genf, eine der ältesten öffentlichen Schulen der Welt

1916 kam es zum Eklat, in dessen Folge Glauser ein Schulverweis drohte. Grund dafür war seine vernichtende Kritik Un poète philosophe – M. Frank Grandjean (1916) am Gedichtband des Collège-Lehrers Frank Grandjean. Pointe-Sèche – alias Glauser – rezensierte das Buch über mehrere Seiten in einem arroganten und vernichtenden Ton und unterliess dabei auch keine persönlichen Angriffe. Dessen nicht genug, doppelte er kurz darauf in seiner nächsten Kritik Indices et restes: Actualités (1916) unter anderem mit folgenden Worten nach: «Mit wenigen Seiten, mit wenigen Zeilen hätte er unseren dichtenden Gymnasiallehrern zu verstehen gegeben, dass das Schweigen das höchste Gut ist für den, der nichts zu sagen hat. Er hätte den Entgleisungen des Herrn Chantre und den epischen Geschmacklosigkeiten des Herrn Grandjean mit seiner knorrigen Prosa eine gehörige Abfuhr erteilt. […] Ihr dramatischen Gymnasiallehrer und Bauchredner der Poesie, ihr Knäblein, ihr winzigen Insekten – noch ein paar Eskapaden und ihr werdet in den Staub sinken, der euch erwartet.»
Wegen des möglichen Schulausschlusses verliess Glauser das «Collège Calvin» und wechselte nach Zürich, um am «Minerva-Institut» die Matura abzulegen. Dabei kam er in Kontakt mit der Dadaisten-Bewegung. Gleichzeitig gründete er mit Georges Haldenwang von Zürich aus die literarische Zeitschrift Le Gong – Revue d’art mensuelle, von der nur drei Ausgaben herauskamen. Bereits in der ersten Nummer verriss er erneut die Werke von gymnasialen Literaten unter dem Titel Genfer Dichter (1916): «Der aufrichtigen Kunst gilt das Anliegen unserer Zeitschrift. Keineswegs einem kommerziellen Zweck. Das Wahre vom Verlogenen zu scheiden. Schlechte Gerüche widern mich an, gleichgültig ob sie nun aus der Bar oder dem Salon kommen. Und dann diese literarische Eiterbeule übelriechender Bourgeoisie. Sie muss aufgestochen werden. […] Es sind ihre literarischen Werke, die mich empören. Allein ihretwegen bin ich aufgebracht. Es sei im übrigen dem Leser überlassen, mein Urteil zu überprüfen. Dieses pseudo-poetische Geschreibe scheint mir aus dem Trüben gefischt oder den grossen Dichtern Frankreichs betrügerisch entwendet zu sein.» Es folgt ein Verriss von sieben Genfer Autoren, darunter auch ehemalige Gymnasiallehrer.

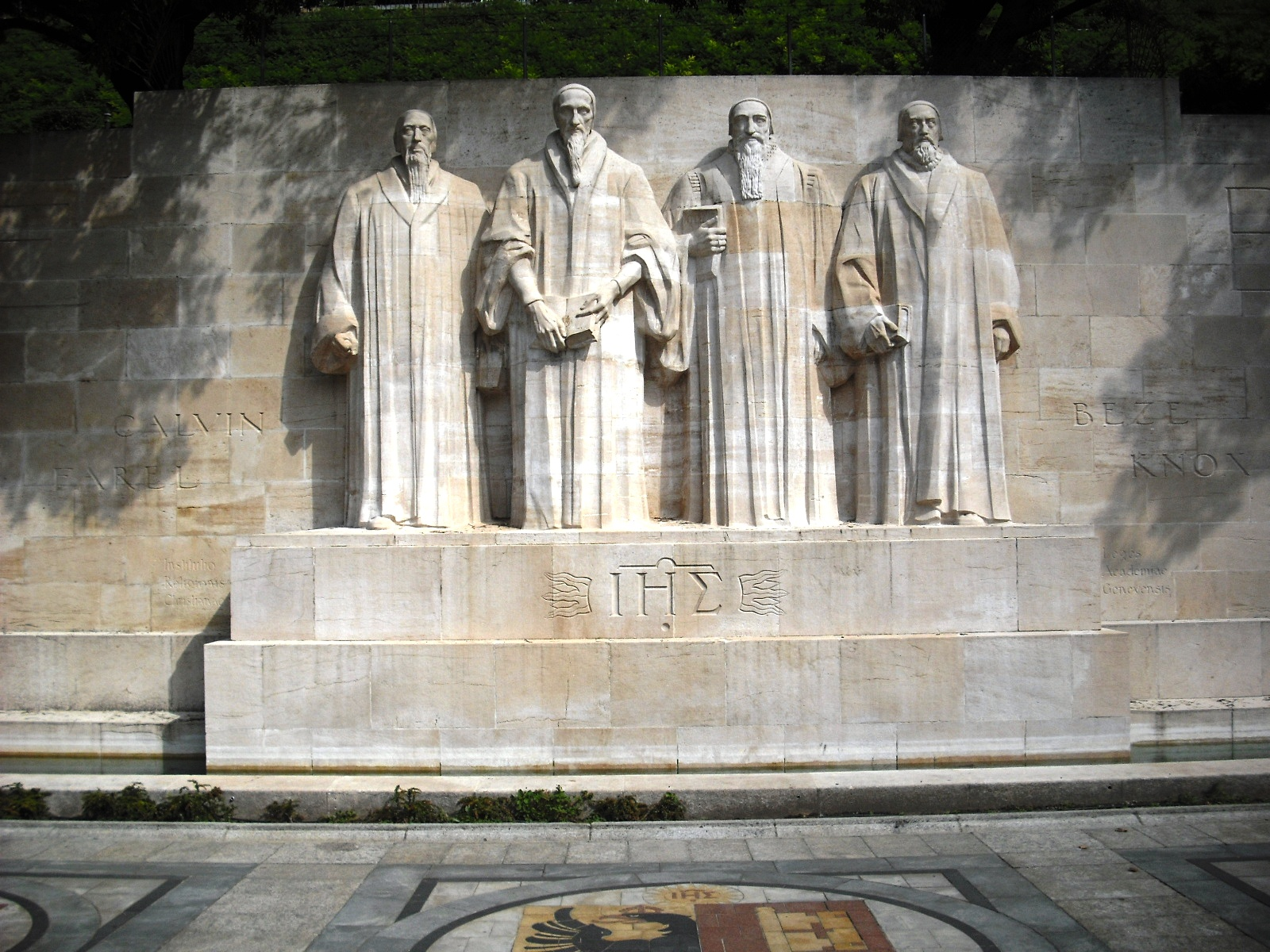
Das Reformationsdenkmal in Genf, das auch in Glausers Tee auftaucht. Zweiter von links: Johannes Calvin, Gründer des «Collège Calvin»

Im Juli 1917 reiste Glauser zum zweiten Mal nach Genf und arbeitete kurzzeitig als Milchausträger in einer Joghurtfabrik. Wieder zurück in Zürich führte er ein Künstlerleben statt Chemie zu studieren, machte Schulden und brach schliesslich das Studium ab. Die Folgen davon waren, dass er 1918 entmündigt wurde. Er flüchtete nach Genf, wurde nach mehreren Diebstählen im Juni verhaftet und als Morphiumsüchtiger für zwei Monate in die Psychiatrische Klinik Bel-Air eingewiesen. Daraufhin folgte die erste Einlieferung in das Psychiatriezentrum Münsingen, in dem Glauser insgesamt beinahe sechs Jahre seines Lebens verbringen sollte. Ein letztes Mal war er dann 1931 in Genf, als er Tante Amélie einen zweitägigen Besuch abstattete und dabei höchstwahrscheinlich den Plan fasste, einen Genfer Krimi zu schreiben. Bereits zweimal hatte Glauser bis dahin diese Stadt literarisch verarbeitet: In der Genfer Erzählung Der Heide (1917/1920) und in Die Hexe von Endor (1928).

#### Klinik «Bel-Air»
Nach der Verhaftung im Juni 1918 kam Glauser in die Psychiatrische Klinik «Bel-Air». Die Diagnose des dortigen Assistenzarztes Dr. Ladame lautete: Dementia praecox, Jugendirrsein, und sollte den Schriftsteller sein Leben lang verfolgen, da sie ihm den Stempel der ‹Verrücktheit› aufdrückte. In den kommenden Jahren hatte Glauser noch etliche Male Kontakt mit Irrenhäusern und verarbeitete seine Erlebnisse auch literarisch; am treffendsten gelang ihm dies mit Matto regiert (1936), der mit seiner detaillierten Innenansicht einer Psychiatrischen Anstalt schliesslich zum Schlüsselroman Glausers erklärt wurde.
Als Der Tee der drei alten Damen entstand, kannte Glauser diese Institutionen bereits sehr genau und konnte so die Klinik «Bel-Air» als Schauplatz für mehrere Szenen in den Roman integrieren. «Bericht des Nachtpflegers: Patient bekam auf Verordnung um neun Uhr 2g Chloral. Schlief dann ruhig bis halb zwei. […] Da die Erregung zurückkehrt, erhält er Mo. Scop. 1 ccm subcutan. […] Am Morgen ist er wieder aufgeregt, kommt ins Dauerbad». Wenn Glauser im Tee von Schlafkuren, Medikamenten wie Moscop und Scopolaminlösung, dem Jungschen Assoziationsexperiment schrieb, dann kannte er dies aus eigener Erfahrung. Und da er bereits eine Psychoanalyse hinter sich hatte, konnte er auch mit psychologischem Fachwissen auftrumpfen.

#### Collioure

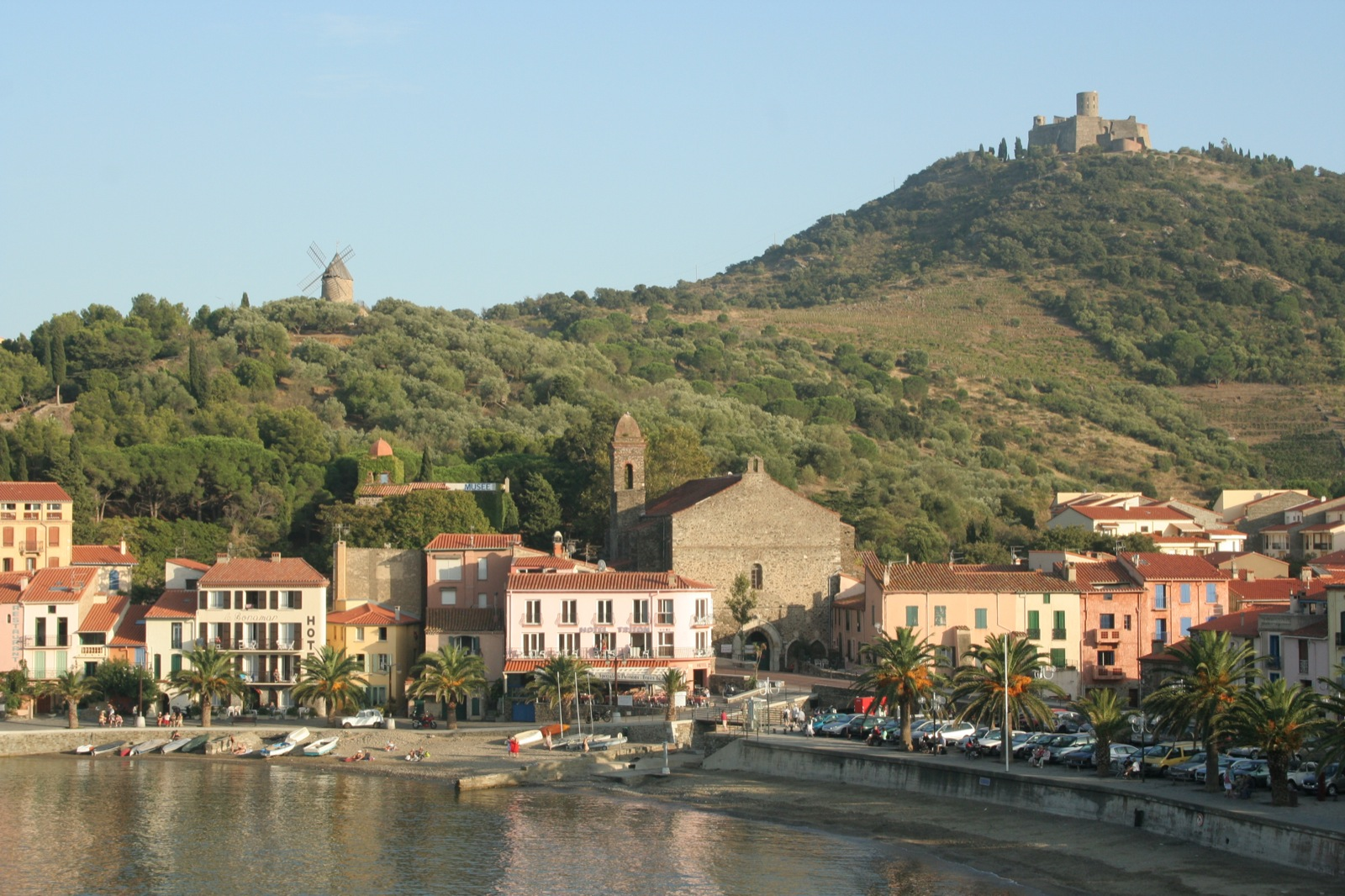
Collioure, Ort von Glausers Freuden und Leiden

Glauser führt den irischen Geheimagenten O’Key mit folgenden Worten ein: «Ein noch jugendlich aussehender Mann, rothaarig, 1 Meter 89 gross, Cyril Simpson O’Key mit Namen, musste seine Ferien unterbrechen, die er in Collioure, einem kleinen Fischerdorf am Mittelmeer, hart an der französisch-spanischen Grenze, verbrachte.» Mit dieser kurzen Passage hat Glauser dem südfranzösischen Ort eine kleine Reverenz erwiesen: Im Sommer 1930 verbrachte er dort mit Beatrix Gutekunst zwei Wochen Ferien und war so begeistert, dass er im nächsten Jahr noch einmal allein dorthin reiste. Ende 1937 trat die Ortschaft Collioure ein letztes Mal, diesmal auf dramatische Weise, in sein Leben, als auf dem Weg dorthin das Original-Typoskript des Wettbewerb-Romanes Der Chinese im Zug gestohlen wurde und unauffindbar blieb. Noch einmal brachte Glauser Collioure mit Agenten in Verbindung, als er deswegen am 1. Januar 1938 an seine Gönnerin Martha Ringier mit Galgenhumor von dort schrieb: «Wahrscheinlich haben irgendein paar Soldätler gemeint, sie fänden in der Mappe Spionagematerial, weil sie uns darin lesen sahen. Es gibt ja immer dumme Leute auf dieser Welt.»

### Figuren

#### Wladimir Rosenbaum
Mit der Figur des Advokaten Isaak Rosenstock gedachte Glauser Wladimir Rosenbaum, seinem Klassenkameraden aus dem Landerziehungsheim Glarisegg. Rosenbaum wurde später tatsächlich Advokat und blieb mit Glauser in Verbindung. In seiner Funktion als Rechtsanwalt hatte er seinem ehemaligen Klassenkameraden immer wieder geholfen; finanziell wie auch juristisch bei dem Versuch, sich von der Vormundschaft zu befreien. Im Dokumentarfilm Betrifft Friedrich Glauser – Eine Ermittlung aus dem Jahre 1975 erinnerte sich Rosenbaum zurück an die Glarisegger Zeit: «Wir waren Klassenkameraden. […] Fredy Glauser war mein Freund in der Klasse. […] Glauser war kein glücklicher Junge, sondern ein gerne glücklich sein Möchtender, Wollender. Er hatte etwas ‹Verschupftes›, etwas Verprügeltes an sich gehabt. Was mich besonders beeindruckt hat, schon als Knabe, war sein Lachen. Er hat gelacht, wie ein Kind, dem ein Missgeschick zugestossen ist. […] Für mich war es immer ein verweintes Lachen.»

#### Tristan Tzara
Wladimir Rosenstock mit dem nimmermüden Geltungsdrang im Tee der drei alten Damen ist wahrscheinlich dem rumänischen Juden Tristan Tzara nachempfunden, der eigentlich Samuel Rosenstock hiess. Glauser lernte den Schriftsteller und Künstler in seiner Dadazeit in Zürich kennen und schildert in seiner autobiografischen Erzählung Dada (1931) unter anderem seine Bekanntschaft und Erlebnisse mit Tzara.

#### Théodore Flournoy
Professor Dominiceé ist möglicherweise eine Hommage an Théodore Flournoy von der Universität Genf. In der Novelle Dämonen am Bodensee (1932) erwähnt Glauser Flournoy und dessen Buch Von Indien zum Planeten Mars aus dem Jahre 1900.

#### Beatrix Gutekunst
Dr. Madge Lemoyne trägt Eigenschaften von Glausers damaliger Freundin Beatrix Gutekunst. Als er am 1. April 1928 seinen Stellenantritt als Hilfsgärtner bei Rudolf Wackernagel in Riehen antrat, lebte er mit ihr zusammen an der Güterstrasse 219 in Basel. Im September 1928 wechselte er die Stelle zur Handelsgärtnerei E. Müller in Basel, wo er bis Dezember 1928 tätig war. Die beiden besassen auch einen Airedalehund mit Namen «Nono», welcher im Tee unter dem Namen «Ronny» mehrfach auftritt und sehr detailliert beschrieben wird. Im Kriminalroman Die Fieberkurve (1935) lässt Glauser Gutekunst ein weiteres Mal auftreten, allerdings zeichnet er sie dort wesentlich genauer und uncharmanter.

#### Friedrich Glauser
Jakob Rosenstock trägt Züge des jungen Glausers und seiner damaligen Lebenssituation in Genf: Der Collège-Zögling schwänzt regelmässig die Schule, hat keine Mutter mehr und macht die ersten Erfahrungen mit dem Verliebtsein.

### Erlebnisse

#### Sucht

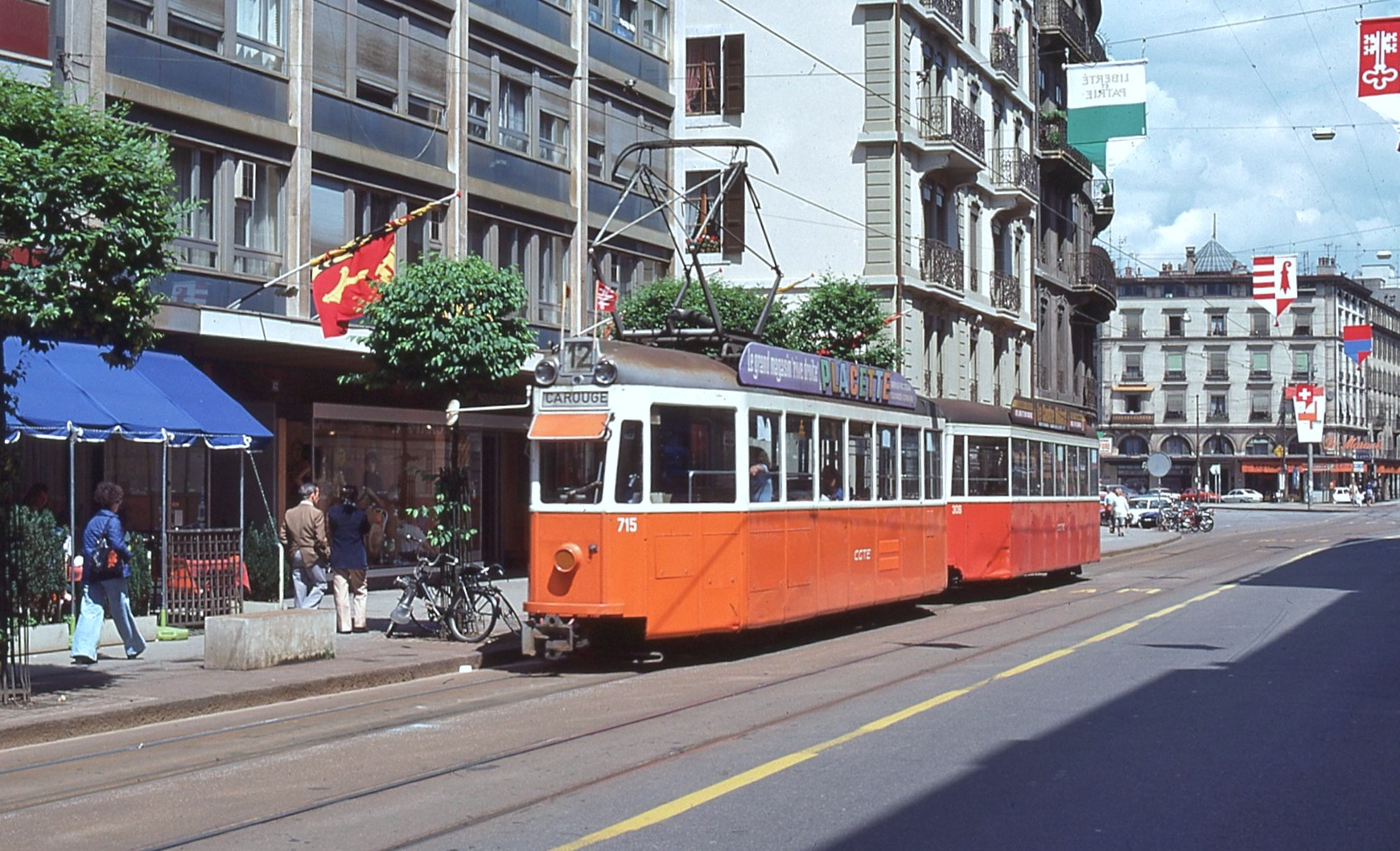
Rue de Carouge in Genf, Standort der Apotheke für Morphiumbeschaffung und spiritistische Sitzungen

Das Leben von Glauser war ein Teufelskreis aus Morphiumsucht, Geldnot, Beschaffungskriminalität und endete immer wieder in Kliniken; bis zur nächsten Entlassung, bis zum nächsten Suizidversuch, bis zum nächsten Fluchtversuch. In seiner autobiographischen Erzählung Morphium (1932) erzählt er, wie er in Genf zum Süchtigen wurde: «Der Apotheker, bei dem ich Äther holte, ein kleines buckliges Männchen, gab mir auf mein Verlangen Morphium, ohne Rezept. […] Und so begann das Unglück. […] Essen war Nebensache, was ich verdiente, bekam der Apotheker.»
Im Tee der drei alten Damen nimmt Glauser Bezug auf dieses einschneidende Erlebnis, indem er (neben der morphiumsüchtigen Figur des Professors) den Apotheker aus der eigenen Vergangenheit an die Rue de Carouge versetzt und folgendermassen beschreibt: «Im Parterre einer dieser Mietskasernen ist eine primitive Apotheke, die von Herrn Eltester geführt wird, einem alten buckligen Männchen. […] Er ist gutmütig und hilft gerne dort, wo das Gesetz eigentlich die Hilfe verbietet.» Es kann durchaus als Glausers literarisch späte Rache gewertet werden, wenn Kommissär Pillevuit neben der Leiche des Apothekers lachend erklärt: «Entschuldigen Sie, aber ich kann nicht anders. Wenn ich mir diesen alten Lumpen Eltester – Gott sei seiner Seele gnädig, denn er hat viele Leute ruiniert – wenn ich mir diesen alten Lumpen als Hohenpriester vorstelle, so lächert es mich gewaltig.»

## Glauser und der Antisemitismus
In Glausers Texten, hauptsächlich in den frühen Erzählungen, tauchen vereinzelt rassistische Beschreibungen auf. Beispielsweise steht über Madame Benoît im Tee der drei alten Damen: «Dieses ältliche Fräulein […] war von einer so unförmlichen Hässlichkeit, dass es wieder schön wirkte, wie eine rassenreine Bulldogge. Negerlippen, kurzgeschnittene, ewig verfilzte graue Haare.» Glauser bediente sich, auch wenn dies in seinem Gesamtschaffen eine klare Minorität darstellt, ebenfalls an damals gängigen Klischees und Stereotypen über Juden, insbesondere in seinem Genfer Roman. Als seine Literaturagentin Ella Picard 1937 den Krimi in England unterbringen wollte, wurde er dort von den Verlagen als judenfeindlich aufgefasst und abgelehnt.
1997 griff Julian Schütt das Thema wieder auf und schrieb im Tages-Anzeiger: «Inzwischen ist die Vergangenheit einiger dieser Literaturinstanzen beleuchtet worden; der literarische Antisemitismus dagegen ist nach wie vor eine Dunkelziffer. Er ist tabu, also kein Geheimnis, aber auch kein Thema. Höchstens einschlägige historische Fachstudien und Diskussionen verschonen uns mitunter nicht mit Namen und Fakten. Neuerdings kursieren auch klingende Namen: Gotthelf, Keller, C. A. Loosli, Glauser, Cécile Ines Loos, Inglin, Frisch, Dürrenmatt, Meienberg. Eine beunruhigende Kontinuität oder blosses Name-dropping? Unsere erste Reaktion ist meistens: Empfindlichkeit. Erklärungsversuche sind flink zur Hand. Im Fall Glausers etwa der unselige Einfluss des Vaters und anderer rechtslastiger Autoritätspersonen oder die rassistischem Denken bekömmliche korporative Mentalität in der Fremdenlegion. Schliesslich lässt sich immer auch der Zeitgeist bemühen. […] Englische Agenturen, wahrlich keine Kostverächter in Sachen Tee & Krimi, lehnen Glausers ersten Kriminalroman Der Tee der drei alten Damen ab, nicht zuletzt aufgrund der penetranten Sticheleien und Ressentiments im Text. Der Täter ist ein Jude, und sein Tatmotiv bestätigt das antijüdische Prinzipalklischee: Geldgier.» 2008 verfasste Patrick Bühler den Aufsatz Alarm in Zion. Antisemitische Stereotype in Friedrich Glausers Detektiv-Romanen, in welchem er hauptsächlich den Tee der drei alten Damen. untersucht und darin die Einteilung in ‹gute› und ‹schlechte› Juden, Stereotypen und klischeehafte Äusserlichkeiten in den jüdischen Figuren des Wladimir Rosenstock und des Agenten Baranoff kritisiert.
Potenziell antisemitische Sätze tauchen im Tee wie folgt auf (Thévenoz zu Wladimir Rosenstock): «Reden Sie, Rosenstock! Vergessen sie Ihre Abstammung!» Und drei Seiten später: «Sie Schwätzer! Man merkt, dass Sie von Talmudisten abstammen.» Und bei der Beschreibung des Bösewichtes Baranoff schreibt Glauser: «Ein Mann mit Wulstlippen war dies, die Poren der Gesichtshaut waren auffallend gross, und dadurch wirkte die Haut irgendwie unsauber.»
Weitere antisemitische Beispiele finden sich in der Kurzgeschichte Der Käfer (1917): «Er näselte wie ein jüdischer Vortragskünstler, alte Zoten mit widerwärtig plumpen Armen in den Hosentaschen suchend.», in der bibelkritischen Erzählung Der Heide (1917/1920): «‹Die Dummheit der Menschen›, sagte Herr Benoît, ‹ist unergründlich und für uns der einzige Massstab der Unendlichkeit. Das Leben sollen wir töten, weil ein verbohrter Jude einst die Idee hatte, seine Märchen aufzuschreiben.›» oder später im Roman Die Fieberkurve, in der Beschreibung von Herrn Rosenzweig, «… der trotz seines Namens gar nicht jüdisch aussah.» Und weiter: «Der Jude, der mir die Schafherden liefert, hat mich mit drei Flaschen bestochen.»
Glauser war nachweislich kein Antisemit, sondern schrieb teilweise unreflektiert im Stil des damaligen Zeitgeistes der Weimarer Republik, in der eine antisemitische Haltung sehr verbreitet war. Demgegenüber finden sich in seinen Texten auch Passagen gegen Antisemitismus und dem damit verbundenen Nationalsozialismus: In Matto regiert kritisiert Glauser Hitler in einer Radiorede, was zu einer Zensur des Romans führte. Und als es um die Verfilmung von Wachtmeister Studer ging, distanzierte Glauser sich von der Produktionsfirma Frobenius, von der damals eben bekannt geworden war, dass sie aus Rücksicht auf deutsche Geldgeber von ihren Schauspielern Ariernachweise verlangte.
Beim Tee der drei alten Damen sollte auch nicht ausgeblendet werden, dass die beiden Brüder von Wladimir, Isaak und Jakob, positiv beschrieben werden und dass Glauser im Kapitel fünf eine ganze Seite verwendet, um eine humoristische Rabbiner-Anekdote einzuflechten. Diese Episode, in der sich ein deutscher Offizier von einem Rabbiner belehren lässt, wurde in allen Ausgaben zensiert; erst im Jahr 1996 wurde der Text in der Ausgabe des Limmat Verlages wieder vollständig gedruckt. Wladimir handelt auch nicht primär aus Geldgier, wie ihm dies Julian Schütt unterstellt, sondern aus Verletztheit wegen seiner Misserfolge bei den Frauen. Seine Macht- und Geldgier hat also individualpsychologische Ursachen und wird nicht rassistisch begründet. Zudem enthält der Roman auch Kritik und negative Stereotypen, die sich gegen andere Nationen und Gemeinwesen, wie die USA oder die Stadt Genf, richten.

## Publikationen
Mit der Publikationen des Tees wollte es nicht klappen und so hoffte Glauser auf Friedrich Witz. Am 27. Mai 1935 schrieb er ihm: «Ich hab Ihnen heute den Genfer Kriminalroman geschickt, und ich bedaure, dass ich nicht das Talent eines Reklamefachmannes oder eines Haarölfabrikanten habe. Sonst würde ich Ihnen den Roman in den wunderbarsten Schlagworten anpreisen – ich kann das leider nicht. Ich halte ihn in seiner Art für gut, und ich hab allerlei Bestätigung erhalten, auch von Leuten, die mir nicht so sympathisch gesinnt waren.» Im November bekam er von Witz eine Absage: «Den Roman Der Tee der drei alten Damen schicke ich Ihnen hier zurück. Wie ich Ihnen schon sagte: Ich finde ihn motivistisch gut, doch glaube ich, dass er zu sehr nur für eine intellektuell hochstehende, das heisst, gebildete Leserschaft geeignet ist, und dass der grosse Haufe unserer Leser dastehen würde wie der Esel am Berg.»
Anfang Dezember wandte sich Glauser schliesslich an Ella Picard, Inhaberin der Literaturagentur «Epic» in Zürich: «Den Roman brächte ich sehr gerne an. In der Schweiz ist es aber unmöglich. Ich hab’ an allen Orten probiert, von der ‹National-Zeitung› bis hinunter zur ‹Schweizer Mittelpresse› – Mais il n'y a rien à faire. Vielleicht fällt Ihnen etwas ein, wie man ihn verwenden könnte.» Am 20. Dezember gestand Glauser dem Journalisten und späteren Freund Josef Halperin: «Mir hängt dieser Roman schon zum Hals heraus, ich hatte ziemlich viel Hoffnung darauf gesetzt, um durch ihn zu Geld zu kommen, jetzt wäre ich eigentlich zufrieden, wenn ich ihn irgendwo anbringen könnte, auch wenn finanziell nicht viel dabei herausschaut.» Alle Versuche endeten mit Absagen; darunter waren die Zürcher Illustrierte. die Neue Zürcher Zeitung, das Schweizer Journal, der Beobachter, der Brofig-Verlag in Biel, Duttweilers Zeitung und auch Verlage in Österreich und England. 1936 rückte Der Tee der drei alten Damen aus Glausers Blickfeld, da er unerwartet einen durchschlagenden Erfolg mit den Wachtmeister-Studer-Romanen erzielte.

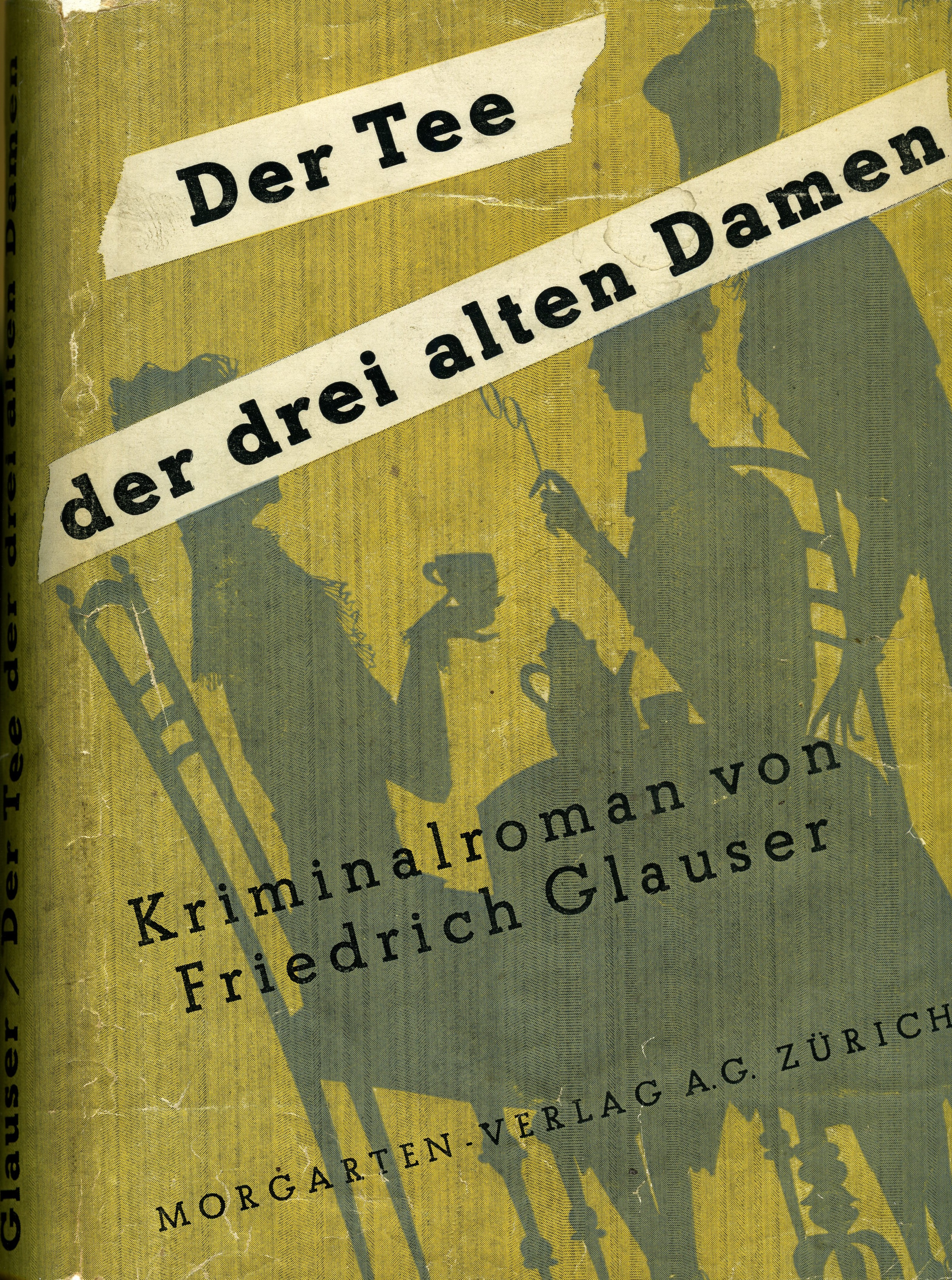
Der Tee der drei alten Damen in der Buchausgabe des Morgarten-Verlags, Zürich 1941

Zwei Jahre später jedoch erinnerte sich Glauser wieder an seinen misslungenen Erstling und schrieb am 22. März 1938 an Ella Picard: «Könnt ich den ersten Kriminalroman, den ich verbrochen habe, und den niemand hat publizieren wollen, wieder einmal haben? Ich glaub, er hiess: Der Tee der drei alten Damen. Da niemand ihn so will, werd ich ihn eben als Studerroman umgestalten (umgestalten ist ein schönes Wort). Sie haben ja zwei Manuskripte, das eine soll noch in England liegen und antisemitisch aufgefasst worden sein – und das andere? Wo ist das? Schicken Sie es mir bitte bald.»
Zu einer Umgestaltung kam es nicht mehr. Im Juni zog er mit seiner Lebensgefährtin Berthe Bendel nach Nervi bei Genua. In diesem halben Jahr arbeitete er an verschiedenen Projekten und schrieb mehrere Seiten pro Tag. In Glauser herrschte eine grosse Unrast und Unschlüssigkeit, so dass er diverse Texte immer wieder neu zu schreiben begann. Auch ein grosser Schweizer Roman schwebte ihm vor. Ab Herbst häuften sich die Probleme in Nervi: Die geplante Heirat mit Berthe Bendel verzögerte sich wegen fehlender Dokumente und wurde zur Belastungsprobe; es fehlten Schreibaufträge und die Geldsorgen wurden immer grösser. Am Vorabend der geplanten Hochzeit brach Glauser unerwartet zusammen und starb 42-jährig in den ersten Stunden des 8. Dezember 1938.
Nach Glausers Tod wurde der verschmähte ‹Tee-Roman› plötzlich wieder attraktiv für Verleger. Friedrich Witz schien nun anderer Meinung als 1935 zu sein. Vom 16. Juni bis zum 6. Oktober 1939 erschien Der Tee der drei alten Damen als Erstdruck in der Zürcher Illustrierten. Eingeführt wurde der Krimi nun plötzlich als «in seinem Geschehen ganz neuartiges, ungewöhnlich lesenswertes Werk, das den Wachtmeister-Studer Romanen ebenbürtig ist.» 1941 schliesslich erschien im Morgarten-Verlag die Buchausgabe, welche auf dem Klappentext verlauten liess: «In keinem andern seiner Romane verströmt der Dichter seine schöpferische Mitteilsamkeit reicher und fülliger. Wahrhaft verschwenderisch geht er in seinem Buche mit der Beute seiner Beobachtungen und mit dem Ertrag seiner Erlebnisse um. Einzig schon die grosse Zahl der auftretenden Gestalten, von denen jede einzelne als eigener Charakter dasteht, diese bunte, vielschichtige Galerie von Ärzten, Krankenwärtern, von höhen und niedern Polizeibeamten, von Spionen und Geheimbündlern, dieser geheimnisvolle Gelehrte, Professor Dominicé, seine schöne und kluge Assistentin Mabel [im Roman existiert weder eine Figur mit diesem Namen, noch hat der Professor eine Assistentin!] und dazu die ‹alten Damen›, diese ganze Vielfalt erregender Eindrücke nötigt dem Leser den Ausruf ab: Was ist das wieder für ein seltsames, bewegendes, spannungsgeladenes Buch!»

## Rezeption
Der Tee der drei alten Damen wurde vom Publikum nicht gut aufgenommen und von der Literaturkritik verrissen. 1970 schrieb Georg Hensel eine Rezension zur Glauser-Werkausgabe des Arche Verlages und meinte zum Tee, «Glauser habe seine realen Erfahrungen mit Rauschgiften verschleudert an irreale Agentenphantastereien, habe aus Versatzstücken der Kolportageliteratur eine schablonierte Kulissenwelt montiert.» Und Weiter: «Diesem sprachmächtigen Schriftsteller kann ein Schmarren wie der Tee der drei alten Damen nur deshalb unterlaufen sein, weil er sich in ein mondänes Milieu nach Genf gewagt hat.»
Der Autor Erhard Jöst kritisierte: «Aber dieser Wirrwarr, diese unmässige Häufung exotischer Vorgänge, das konnte nicht gutgehen! Glausers Stärken blitzen selten auf, bereichern dann den Roman mit vortrefflichen Stimmungsbildern. Aber diese Stellen gehen unter in der Konfusion verschiedener Handlungsstränge, deren Zusammenfügung gekünstelt wirkt. […] Derart umständliche Beschreibungen komplizierter Verwicklungen lässt Glauser seine Protagonisten öfters vornehmen, und der Leser wird bei diesen Passagen genau wie der Schüler reagieren: Er gähnt. Der Roman bleibt wirklichkeitsfremd und in Klischees stecken. Zufälle […] haben keine Seltenheit und tragen mit dazu bei, dass dieser Roman als misslungen bezeichnet werden muss.»
Und Mario Haldemann sieht im Tee-Roman zwar wohlwollend eine Agentrenroman-Parodie, welche nicht ernst genommen werden will, schreibt jedoch im Nachwort: «Dauernd wechselt der Blickwinkel, der ‹allwissende› Erzähler geht bald mit dieser, bald mit jener Person durch die Handlung, und der Leser verliert schnell einmal die Übersicht über die verworrenen Handlungsstränge und über die Fülle an Personal. […] Der Ingredienzen, aus denen dieser ‹Tee› zusammengemixt ist, gibt es derart viele, die mit ihrem eigenen starken Aroma nicht zu den andern passen wollen, dass das ganze Gebräu in Duft und Geschmack aller Harmonie verlustig geht und leicht penetrant nach Programm riecht: Psychoanalyse, Rauschgift, Okkultismus, Irrenanstalt, dunkle Machenschaften. Sie sind aber nur Kulisse für Spannung und Erfolg und haben sonst keinen Stellenwert. […] Der ‹Schweizer Simenon›, der ‹Schweizer Dostojewski› ist hier, nach Gourrama, vorübergehend in den Ausstand getreten.»

## Theateradaption
2012 adaptierte der Dramatiker Philipp Engelmann den Tee der drei alten Damen für das «Theater überLand» aus Langenthal. Unter der Regie von Reto Lang tourte das Ensemble durch die Schweiz. Die Südostschweiz schrieb nach der Aufführung in Glarus: «Ein morphinsüchtiger, straffälliger und randständiger Schriftsteller versucht mit seinem Kriminalroman ‹Der Tee der drei alten Damen› das bitter nötige Kleingeld zum Leben zu verdienen. Das Buch, von Autor Friedrich Glauser als ‹Schundliteratur mit Hintergrund› bezeichnet, ist schwer an den Mann zu bringen; es wird erst ein Jahr nach dessen frühen Tod in der ‹Zürcher Illustrierten› erscheinen und 1941, weitere zwei Jahre später, einen Verleger finden. Diese realen Umstände hat Theaterautor Philipp Engelmann in seine Bühnenfassung von Glausers Krimi eingearbeitet, indem er die eigentliche Handlung immer wieder durch fiktive Telefondialoge zwischen Glauser und der Redaktion der ‹Zürcher Illustrierten› unterbricht. Das Publikum in der Aula hört laut mit, wie der Redaktor gnadenlos die Schwächen des Stücks attackiert: Zu komplex für einen Krimi, zu viele Protagonisten, zu absurde Themen, zu wenig Erotik … Ein raffinierter Kunstgriff, der dem Stück einen guten Rahmen gibt und sich den tatsächlich vorhandenen Schwächen des Buches stellt (später lief Glauser mit seinen Studer-Krimis aber doch zu grosser Form auf): Denn, wie es damals ein Wagnis war, das atmosphärisch dichte und gleichwohl irrwitzig verworrene Werk zu verlegen, so könnte es heute eins sein, es auf die Bühne zu bringen. […] Viel Applaus gibt‘s für die stimmungsvolle Inszenierung dieser skurrilen Gesellschafts- und Genrestudie.»

## Audioproduktionen
- Der Tee der drei alten Damen. Hörspiel. Regie: Martin Bopp, nach einer Radiobearbeitung von Albert Werner aus dem Jahre 1964. Christoph Merian Verlag, Basel 2007.